# Ниса (дочь Никомеда IV)
Ниса (др.-греч. Νύσα) — дочь царя Вифинии Никомеда IV (по другим, видимо, устаревшим сведениям — Никомеда III), жившая в I веке до н. э.

## Биография
Её отцом был последний вифинский царь Никомед IV, а матерью — Ниса, дочь правителя Каппадокии Ариарата VI.
После кончины Никомеда IV, завещавшего свое царство Риму, в защиту прав его единственной законной дочери, согласно Светонию, в сенате выступил Гай Юлий Цезарь, гостеприимец покойного, что вызвало ироничное замечание Цицерона. По мнению О. Л. Габелко, это произошло, скорее всего, непосредственно вскоре после смерти Никомеда IV в 74 году до н. э. Возможно, данное выступление входило в упомянутую Авлом Геллием речь «За вифинцев», в которой Цезарь мог обвинять наместника вновь образованной в Вифинии провинции Марка Юнка среди прочего в неспособности защиты финансовых интересов Нисы. Но, по предположению Фридриха Мюнцера, Цезарь защищал дочь Никомеда IV в 60 году до н. э., когда обсуждались распоряжения Помпея Великого в Азии.
О дальнейшей судьбе Нисы исторические источники не сообщают.